# 磷酸铀酰
磷酸铀酰是一种无机化合物，化学式为(UO2)3(PO4)2，存在无水物和多种水合物。磷酸铀酰四水合物可由硝酸铀酰和磷酸在水溶液中（pH~0.5）于70 °C反应制得。其无水物可由UO2HPO4·4H2O在400 °C的热分解得到。无水物有很强的吸湿性；它在900 °C分解得到U2O3P2O7。
磷酸铀酰四水合物在碘化铯熔体中于750 °C反应，可以结晶出黄色的Cs3(UO2)2(PO4)O2晶体。其水合物在高温下分解，最终产物是U3O8·U3(PO4)4。
它在550 °C可以被氢气还原为3UO2·P2O5，并在750 °C进一步反应，得到UO2和P。